# 名誉学長
名誉学長（めいよがくちょう）は、大学または市民カレッジなど大学と関する学校法人・組織において、その発展に貢献した者などに対して、退任時に授与される栄誉職または名誉称号。関連する職名・称号として名誉副学長、名誉学部長、名誉学科長がある(本項で解説)。

## 名誉学長

### 国公立大学における名誉学長
名誉学長は名誉教授と並び、大学教員として功績著しい者に授与される称号である。しかし、名誉教授が学校教育法に規定された称号であるのに対して、名誉学長はその大学を設置する主体ないし大学規則において定めるのが通例である。日本国内の国公立大学では、岩手県立大学や奈良県立大学などに制定例がみられる。奈良県では2009年に韓国初代文化相である李御寧が奈良県政策顧問とともに同大学の名誉学長に任命している。

### 国公立大学校における名誉学長
大学校での事例としては、2015年（平成27年）、埼玉県が熊谷市に移転した埼玉県立農業大学校は埼玉県知事が就任しており、移転に際しての式典では知事の上田清司が名誉学長として参列している。

### 私立大学における名誉学長
また、名誉学長の称号は私立大学でも制定され、大学の規則として定め、これを授与している。設置例として、近畿大学、東京電機大学、九州国際大学、聖泉大学、嘉悦大学、武蔵野学院大学、国際医療福祉大学などがあげられる。国際医療福祉大学では2016年（平成28年）4月1日、学長の北島政樹が退任し、学校法人副理事長・名誉学長に就任、後任の新学長に大友邦が就任したのがその例である。

### 市民カレッジの名誉学長
市民カレッジなどにおいて名誉職としての学長の役職として名誉学長が推戴されることがある。

### 主な名誉学長
- 荒木信幸（静岡理工科大学）
- 井上円了（東洋大学）
- 大塚日現（東洋大学）
- 浅田敏雄（東邦大学）
- 稲岡文昭（日本赤十字広島看護大学）
- 井上隆明（ノースアジア大学）
- 大淵利男（秋田経済法科大学）
- 加藤寛（千葉商科大学）
- 神本武征（ものつくり大学）
- 小林志郎（有明教育芸術短期大学）
- 高木昇（東京工科大学）
- 多湖輝（東京未来大学）
- 永澤満（豊田工業大学）
- 中嶋嶺雄（国際教養大学）
- 中谷巌（多摩大学）
- 西澤潤一（首都大学東京）
- 堀田一雄（一宮女子短期大学）
- 岡村総吾 (東京電機大学)
- 萩原宏（京都情報大学院大学）
- 杉村隆（東邦大学）
- 青木継稔（東邦大学）
- 荻原俊男（森ノ宮医療大学）[5]
- 三木千壽（東京都市大学）

## 名誉副学長
また、大学によっては名誉副学長を置くところもある。国連大学では東京大学名誉教授の安井至が名誉副学長に就任している他、東京都新宿区にあるCICカナダ国際大学では元NHKチーフアナウンサーの西沢祥平が名誉副学長に就任。偏差値偏重の教育に囚われない独自の教育方法をとり、英語学習の習得には正しい日本語力が必要との観点から、NHK日本語センターから講師を招き、日本語教育にも重点を置いている。

## 名誉学部長
さらに大学によっては名誉学部長を置くところもある。一例として、米国の植物学者・ポール・アラン・コックスは同国ブリガムヤング大学教養学部の名誉学部長の称号を授与された。

## 名誉学科長
また、大学によって名誉学科長を置く例もある。一例として米国のニューヨーク市立大学大学院ジャーナリズム学科の名誉学科長スティーブン・シェパードがいる。

### 文献資料
- ジェフ・ジャービス著・夏目大訳、茂木崇監修『デジタル・ジャーナリズムは稼げるか: メディアの未来戦略』（東洋経済新報社、2016年）ASIN B01FBLMLOU
- 日外アソシエーツ編『現代外国人名録2012』（日外アソシエーツ、2012年）ISBN 4816923527

### 報道資料
- 『朝日新聞』2015年4月5日朝刊埼玉・1地方版
- 『毎日新聞』1996年5月23日地方版/東京
- 『毎日新聞』2016年4月2日地方版/栃木
- 『読売新聞』2008年5月12日東京朝刊石川版
- 『読売新聞』2009年11月5日大阪朝刊セ奈良版